# Wayne Newton
Carson Wayne Newton (ur. 3 kwietnia 1942 w Norfolk w stanie Wirginia) – amerykański piosenkarz i aktor, znany także pod pseudonimem Mr. Las Vegas.

## Życiorys
W ciągu 40 lat dał ponad 30 000 koncertów w Las Vegas. Jego największy przebój to „Danke Schoen”. Był przyjacielem Elvisa Presleya i bardzo często śpiewa jego przeboje. Wystąpił w filmie dokumentalnym o Elvisie Zabójcza blondynka oraz w amerykańskiej edycji Tańca z gwiazdami. Ma pochodzenie indiańskie (Powatan/Czirokez) oraz irlandzkie i niemieckie.

## Filmografia
- 1966: Bonanza jako Andy Walker
- 1969: 80 Steps to Jonah jako Mark Jnah Winters
- 1986: Prawnicy z Miasta Aniołów jako Brian Byrd (gościnnie)
- 1986: Północ – Południe II jako Thomas Turner
- 1989: Licencja na zabijanie jako Joe Butcher
- 1990: Przygody Forda Fairlane’a jako Julian Grendel
- 1990: Pełna chata jako on sam (gościnnie)
- 1991: Ciemna strona jako Jackie Chrome
- 1993: Najlepsi z najlepszych 2 jako Weldon
- 1994: Nocny uciekinier jako August Gurino
- 1994: Opowieści z krypty jako Wink Barnum (gościnnie)
- 1994, 1995: Mściciel na harleyu jako John Daulton (gościnnie)
- 1995: Bajer z Bel-Air jako pracownik kasyna (gościnnie)
- 1997: W krzywym zwierciadle: Wakacje w Vegas jako on sam
- 1998: Ally McBeal jako Harold Wicks (gościnnie)
- 2001: Ocean’s Eleven: Ryzykowna gra jako Widz walki bokserskiej
- 2003: Who's Your Daddy? jako Peter Mack
- 2003: Jim wie lepiej jako on sam (gościnnie)
- 2004: On, ona i dzieciaki jako on sam (gościnnie)
- 2004: Zabójcza blondynka jako on sam
- 2006: As w rękawie jako on sam
- 2010: Fallout: New Vegas jako pan New Vegas (głos)
- 2011: Czerwony Kapturek 2. Pogromca zła jako Jimmy Dziesięć Smyczków (głos)
- 2011: 40 West jako Sankey
- 2013: Na minusie jako Bruce